# Révész-Ferryman Ferenc
Révész-Ferryman Ferenc, születési és 1900-ig használt nevén Rothauser Ferenc, külföldön: Francis Revesz-Ferryman (Siófok, 1893. november 16. – New York, 1983. augusztus 12.) magyar festő, grafikus.

## Pályafutása
Rothauser Ábrahám Arnold (1862–1938) kereskedő és Schönwald Józsa (1867–1962) fiaként született. Figurális kompozíciókat és tájképeket festett erősen dekoratív fölfogásban, mely leginkább színes grafikáiban az ún. stencilekben érvényesült. Londonban Brangwynnél és Lickertnél tanult, ott volt 1916-ban az első gyűjteményes kiállítása is. Angliai tartózkodása alatt vette fel a „Ferryman” (révész) nevet. Magyarországon kiállított a Műcsarnokban, a Magyar Stúdióban grafikai munkákat, gyűjteményes kiállítása volt 1919-ben a Nemzeti Szalonban, ezután pedig Németország több városában és Norvégiában állított ki. A Belvedere Szalonban 1923-ban rendezett nagysikerű budapesti kiállítása után Amerikába költözött, ahol a New York-i Brooks School zenetermében festett freskókat. Egy időben bélyegkereskedéssel is foglalkozott a Fifth Avenue-n. Hatásosan aknázta ki a posztimpresszionizmus festői eredményeit.